# Lista papieskich elekcji i konklawe

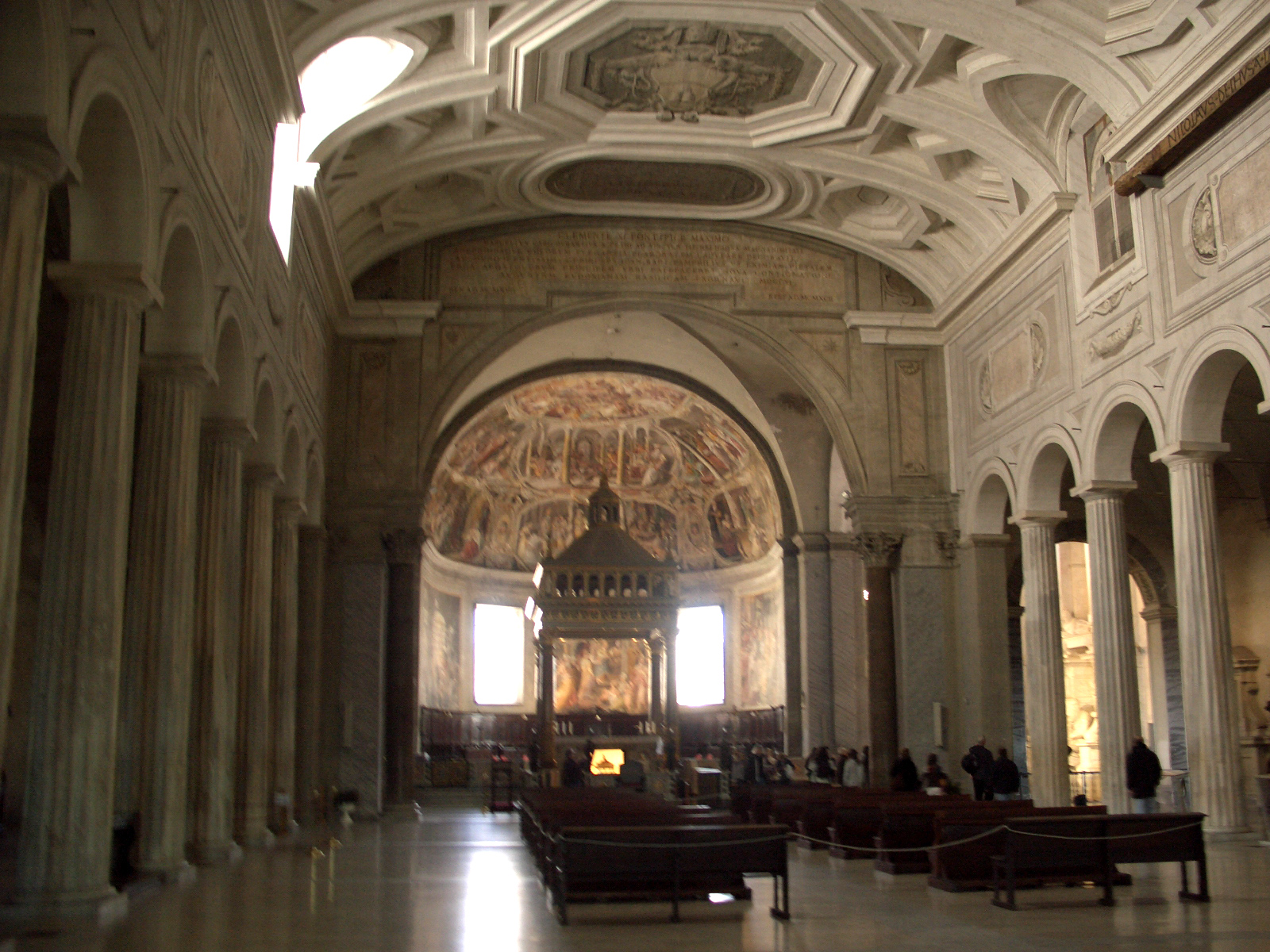
Pierwsza papieska elekcja po wydaniu In nomine Domini (1059) miała miejsce w bazylice św. Piotra w Okowach, a nie w bazylice św. Piotra na Watykanie, gdyż nowym zasadom wyboru papieży sprzeciwili się rzymscy możnowładcy

Od wydania dekretu In nomine Domini w 1059 roku, które przyznało wyłączne prawo wyboru nowego papieża Kolegium Kardynałów, miało miejsce 111 papieskich elekcji i konklawe, które wyłaniały papieży obecnie uznawanych przez Kościół katolicki za prawowitych. Przed 1059 rokiem nie było żadnego ustalonego procesu papieskiej sukcesji, papieży często wybierano ze znacznym udziałem ze strony osób świeckich, a niekiedy byli przez nich wprost mianowani.
Konklawe jest sposobem wyboru papieży, na który składają się zbiory zasad i procedur zawartych w konstytucji Ubi Periculum (1274) i rozwiniętych później w bullach; poziom ich respektowania różnił się pomiędzy 1276 a 1294 rokiem, ale od 1294 wszystkie późniejsze konklawe odbywały się według stosunkowo podobnych procedur.
Mimo że kolegium kardynalskie wielokrotnie gromadziło się w miejscach poza Rzymem, od 1455 roku zaledwie pięciu elekcji nie dokonano w Pałacu Apostolskim. Dwadzieścia osiem elekcji przeprowadzono poza Rzymem, tj. w: Terracinie (1088), Cluny (1119), Velletri (1181), Weronie (1185), Ferrarze (październik 1187), Pizie (grudzień 1187), Perugii (1216, 1264–1265, 1285, 1292–1294, 1304–1305), Anagni (1243), Neapolu (1254, 1294), Viterbo (1261, 1268–1271, lipiec 1276, wrzesień 1276, 1277, 1281–1282), Arezzo (styczeń 1276), Carpentras/Lyonie (1314–1316), Awinionie (1334, 1342, 1352, 1362, 1370), Konstancji (1417) i Wenecji (1799–1800). Trzy elekcje – 1268-1271, 1292-1294 i 1314-1316 – zmieniały swoje położenie w toku obrad.

## Papieskie elekcje i konklawe

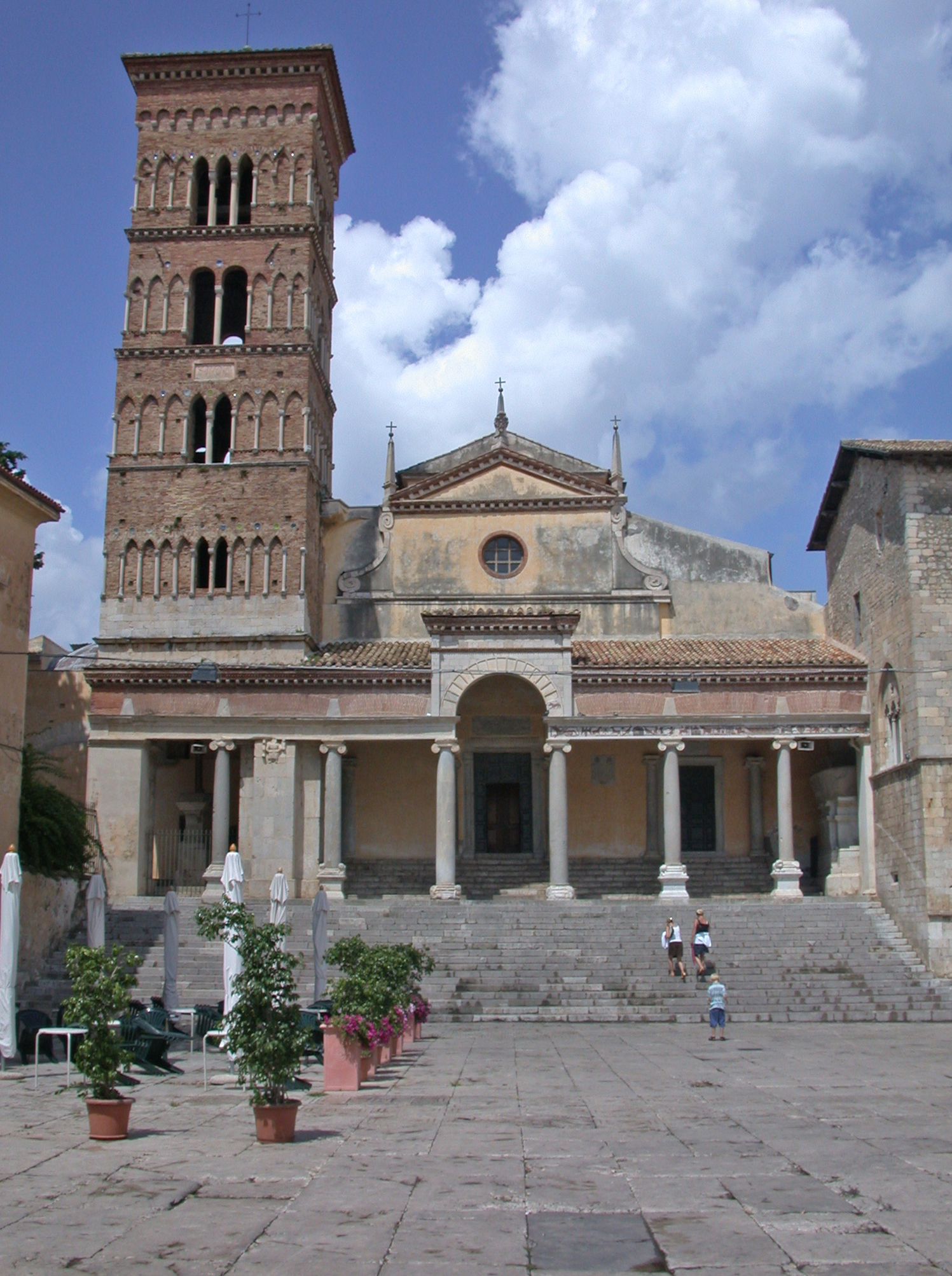
W kościele świętych Piotra i Cezarego w Terracinie odbyła się pierwsza elekcja poza Rzymem

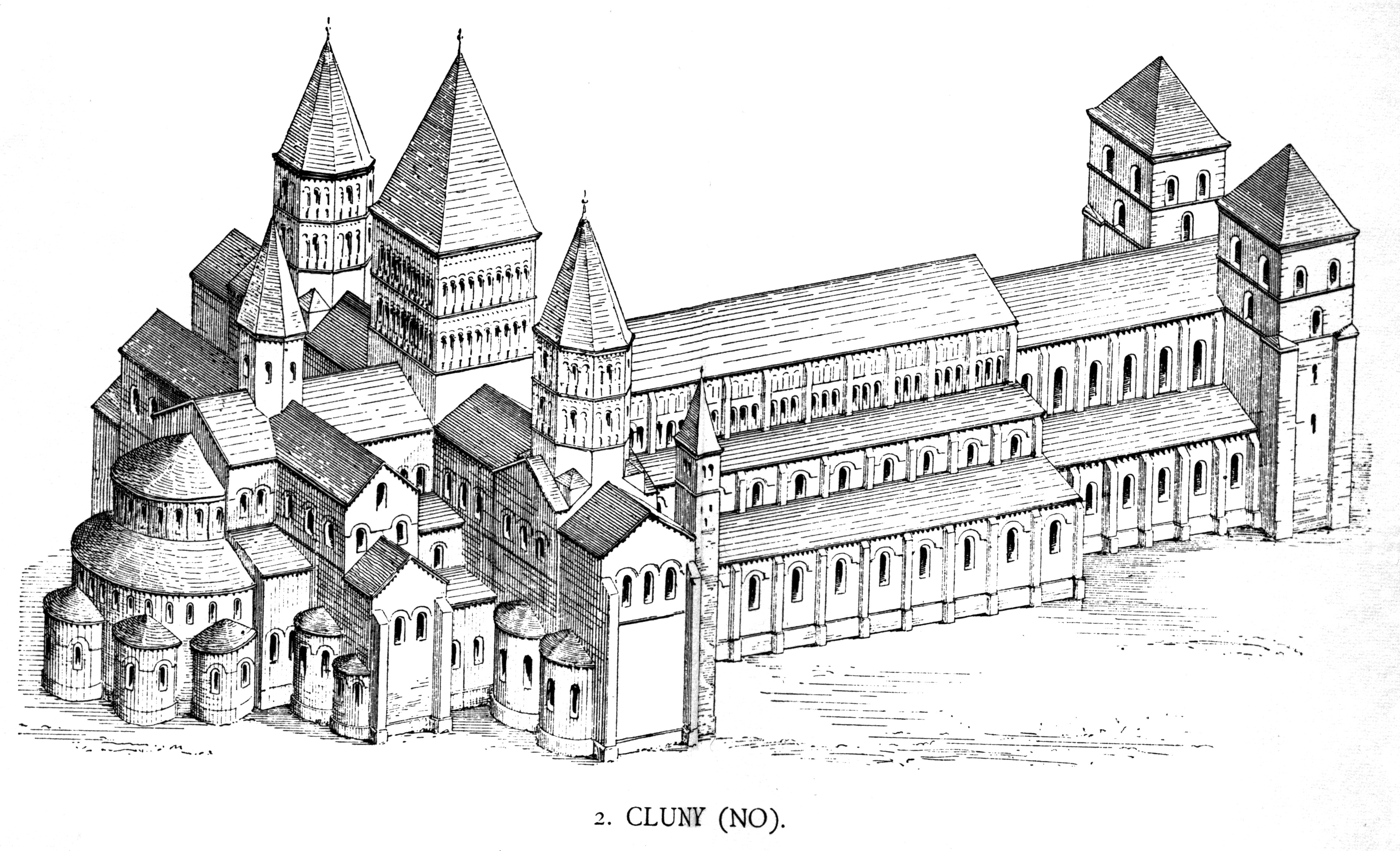
Elekcję w 1119 roku przeprowadzono w opactwie w Cluny w wyniku wypędzenia papieża Gelazjusza II z Rzymu przez cesarza Henryka V w czasie sporu o inwestyturę

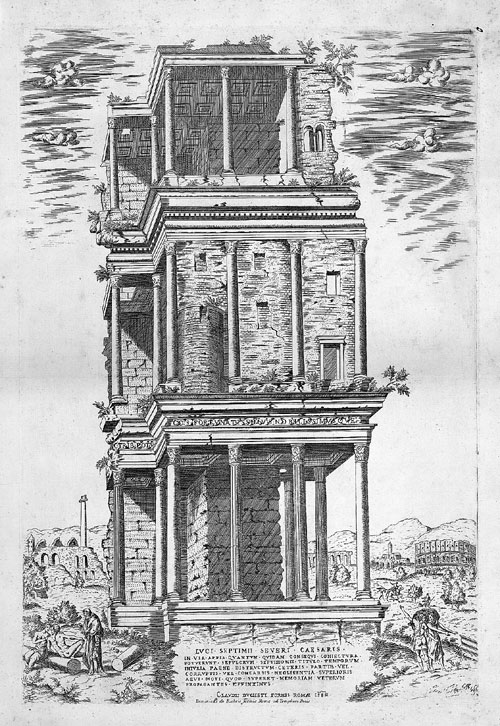
Na czas elekcji w 1241 roku senator Matteo Rosso Orsini zamknął kardynałów w budynku Septizonium

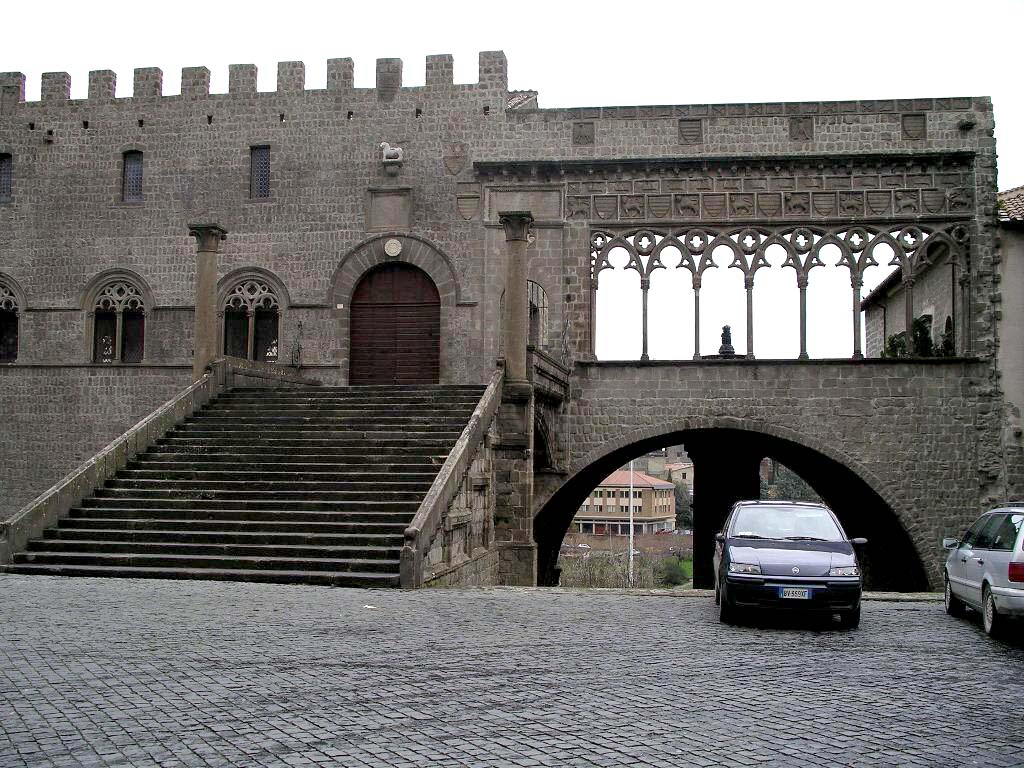
Władze miasta Viterbo w trakcie elekcji z lat 1268–1271 usunęły dach z pałacu papieskiego, a w czasie elekcji z lat 1280–1281 aresztowały dwóch kardynałów

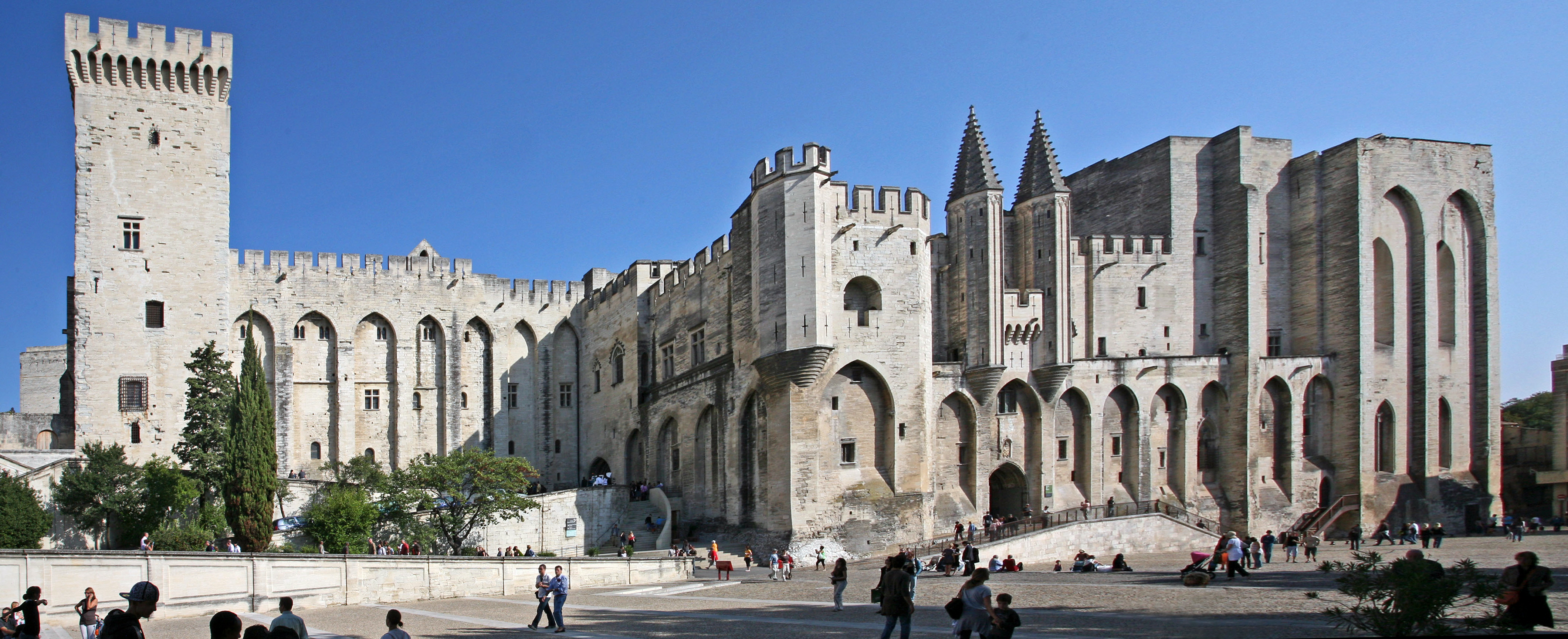
W pałacu papieskim w Awinionie odbyła się większość konklawe podczas niewoli awiniońskiej

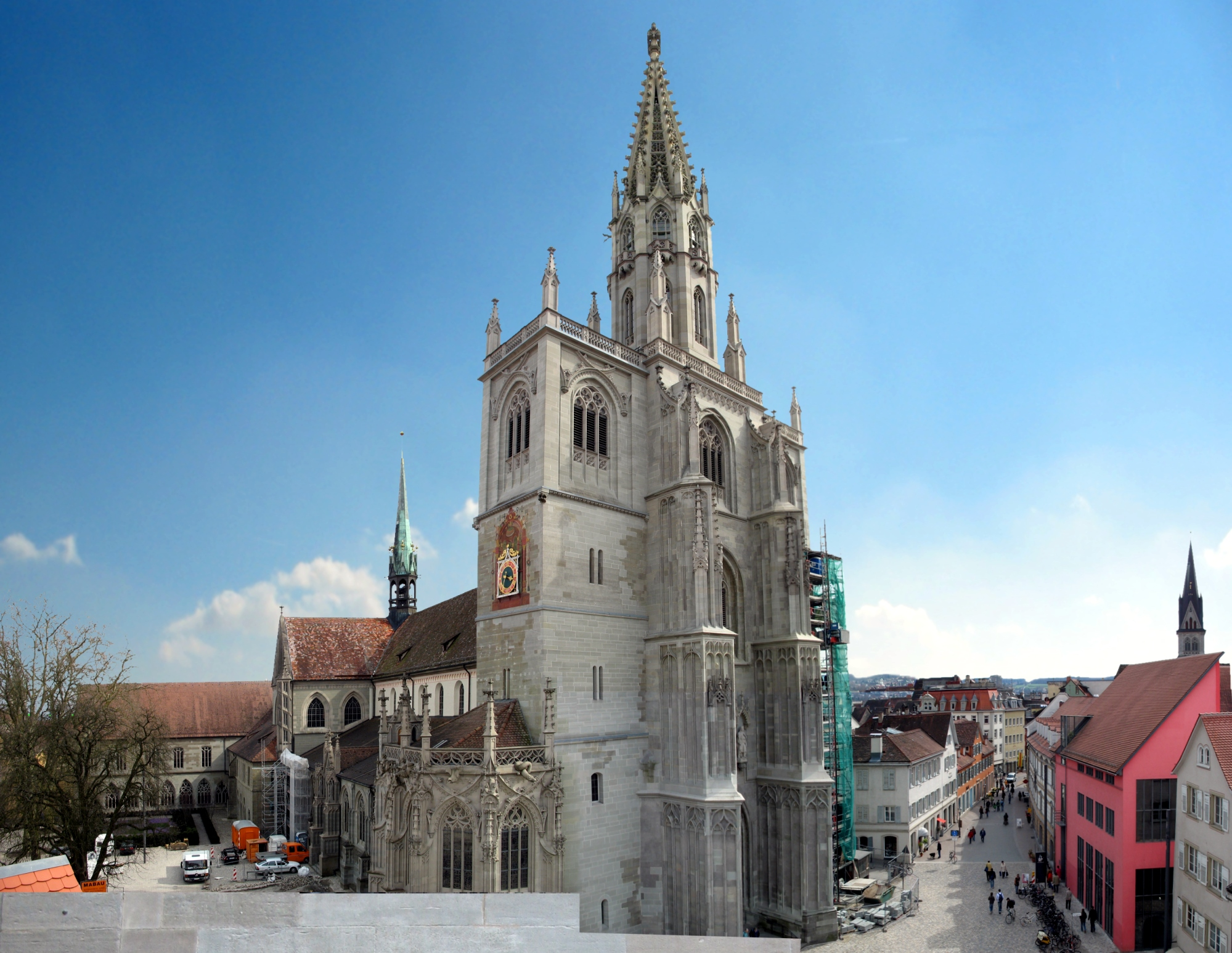
Katedra w Konstancji, miejsce soboru w Konstancji, była świadkiem jedynego konklawe na północ od Alp

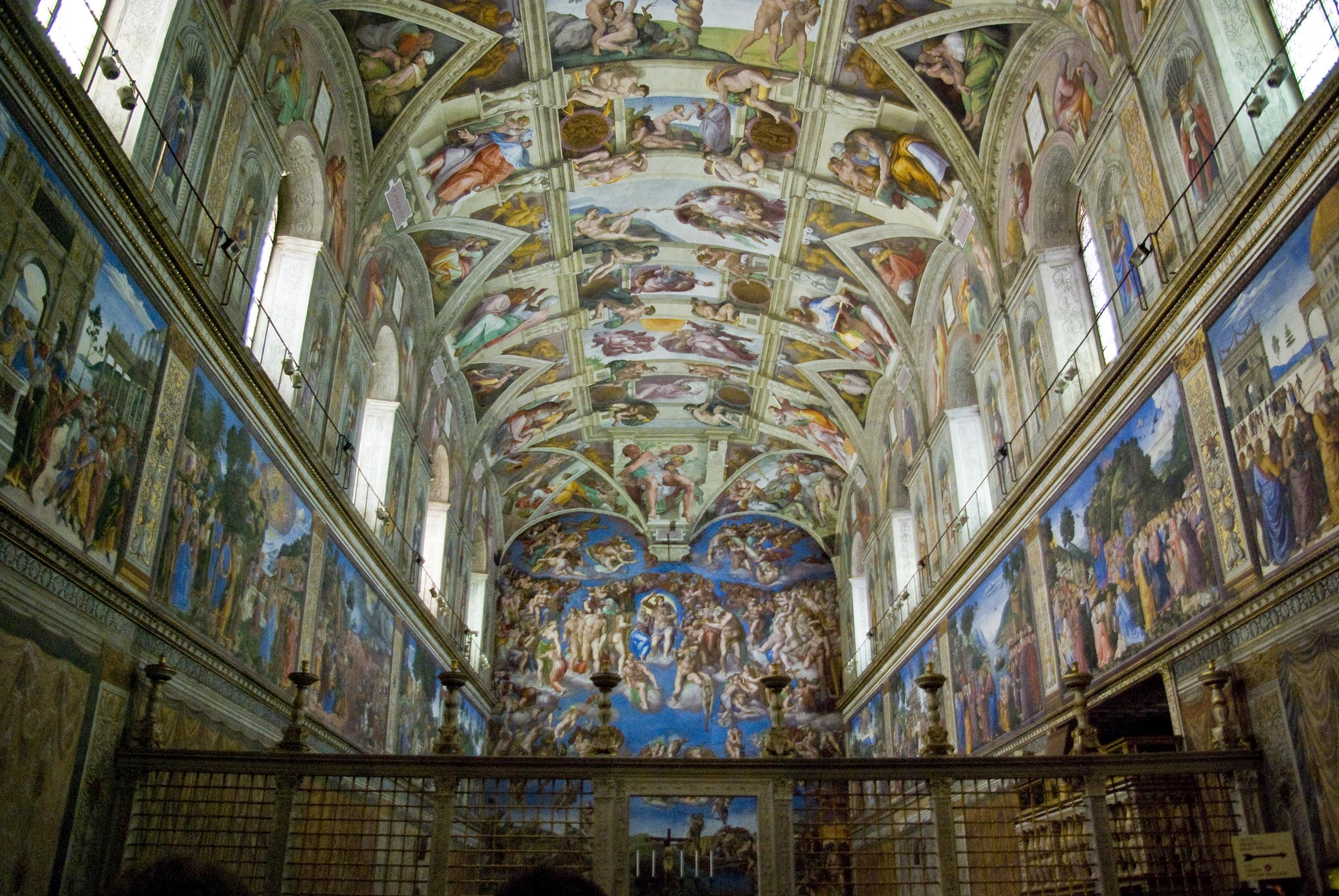
Pierwsze konklawe w kaplicy Sykstyńskiej przeprowadzono w 1492 roku. Od 1878 roku to stałe miejsce wyboru nowych papieży

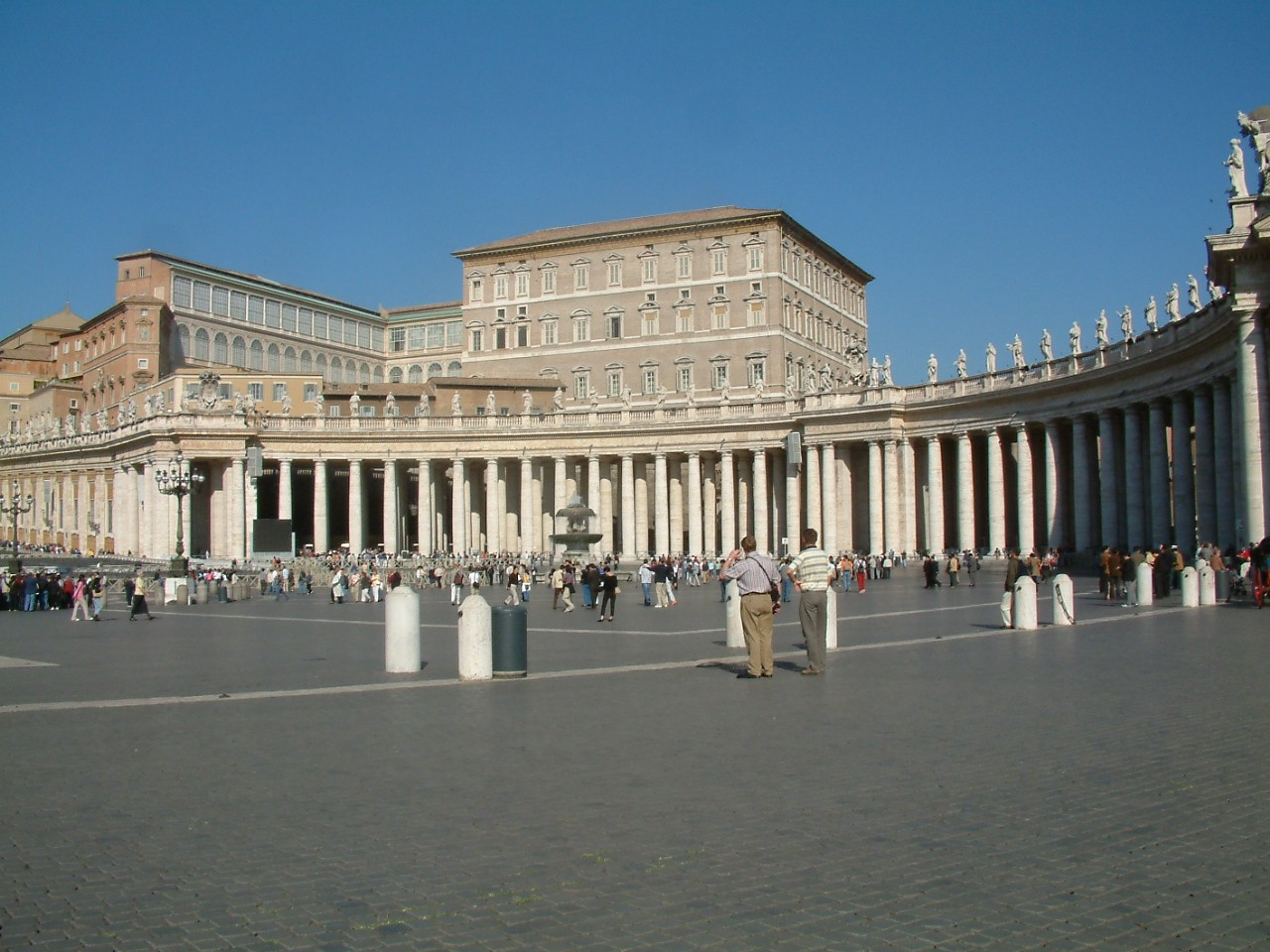
Od 1455 roku wszystkie konklawe, oprócz pięciu wyjątków, odbyły się w Pałacu Apostolskim

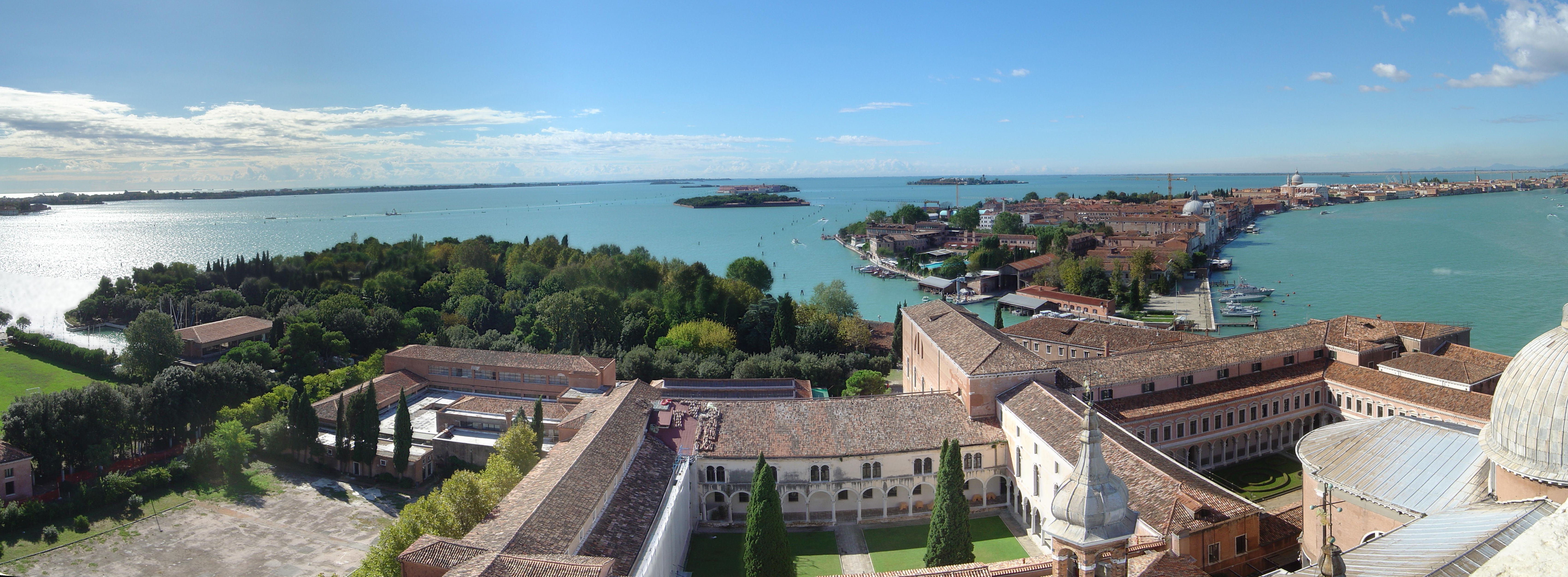
Konklawe z lat 1799–1800 odbywało się w klasztorze św. Jerzego w Wenecji, po raz ostatni poza Rzymem

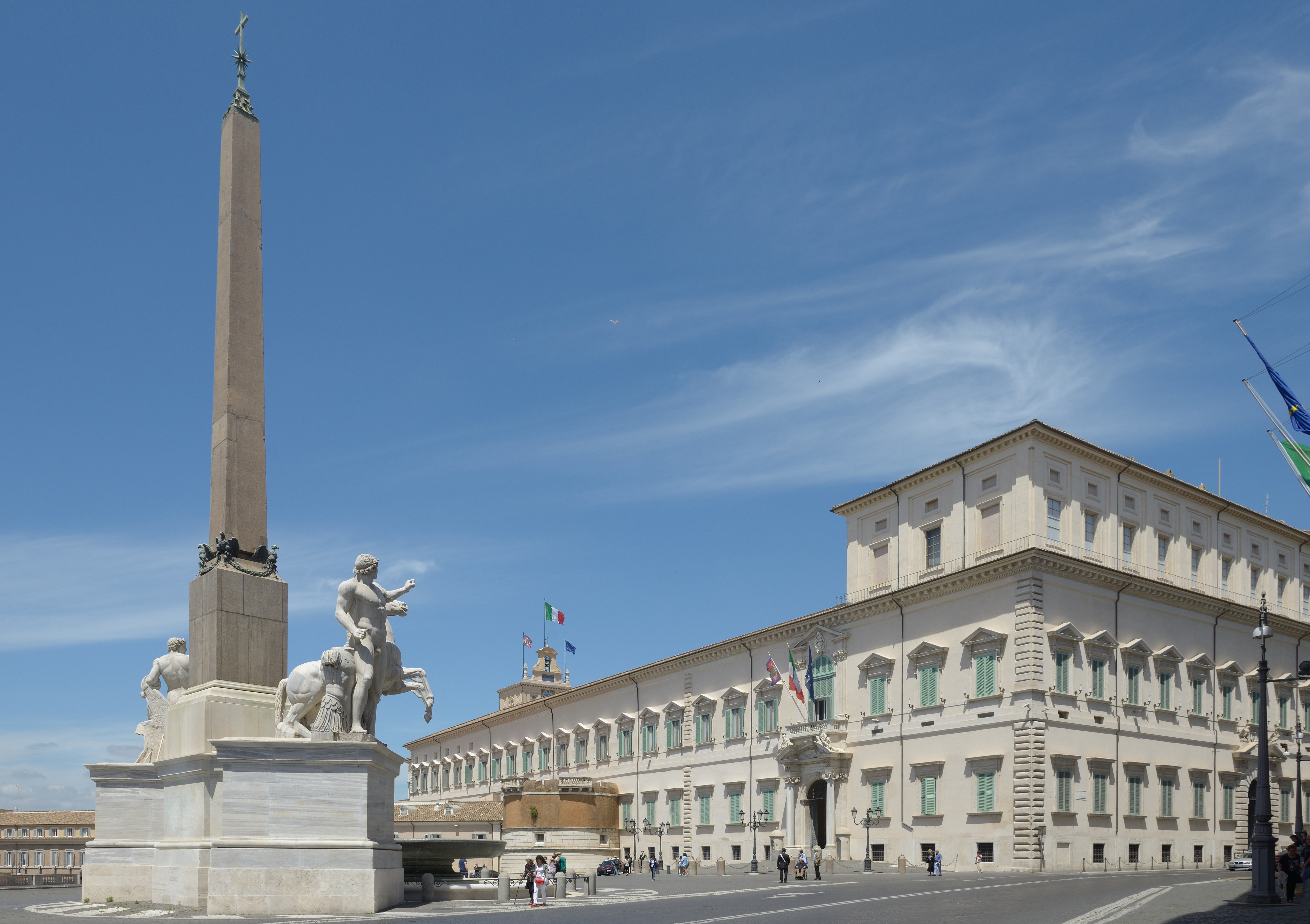
Pałac Kwirynalski był miejscem czterech ostatnich konklawe przed zdobyciem Rzymu przez włoskie wojska zjednoczeniowe

### Papieskie elekcje
Wybory, który wyłoniły antypapieży, jak i samych antypapieży, wyróżniono kursywą.
| Elekcja/konklawe                    | Wybrany papież           | Liczba elektorów | Miejsce | Źr.           |
| ----------------------------------- | ------------------------ | ---------------- | --- | ------------- |
| Papieska elekcja 1061               | Aleksander II            | 6                | Bazylika św. Piotra w Okowach (Rzym)                                                                             | [ 2 ]         |
| Papieska elekcja 1073               | Grzegorz VII             | 4                | Bazylika św. Piotra w Okowach (Rzym)                                                                             | [ 3 ]         |
| Papieska elekcja 1086               | Wiktor III               | 16               | Kościół S. Lucia in Sepitisolio (Rzym)                                                                           | [ 4 ]         |
| Papieska elekcja 1088               | Urban II                 | 8                | Kościół świętych Piotra i Cezarego (Terracina)                                                                   | [ 5 ]         |
| Papieska elekcja 1099               | Paschalis II             | 7                | Bazylika św. Klemensa (Rzym)                                                                                     | [ 5 ]         |
| Papieska elekcja 1118               | Gelazjusz II             | 49 lub 35        | Klasztor benedyktyński na Palatynie (Rzym)                                                                       | [ 7 ]         |
| Papieska elekcja 1119               | Kalikst II               | 10               | Opactwo w Cluny (Francja)                                                                                        | [ 8 ]         |
| Papieska elekcja 1124               | Honoriusz II             | 36               | Bazylika św. Pankracego za Murami (Rzym)                                                                         | [ 9 ]         |
| Papieska elekcja 1130               | Innocenty II             | 6                | Kościół św. Grzegorza Wielkiego (Rzym)                                                                           | [ 10 ]        |
| Papieska elekcja 1130               | Antypapież Anaklet II    | 14               | Bazylika św. Marka (Rzym)                                                                                        | [ 10 ]        |
| Papieska elekcja 1143               | Celestyn II              | 22               | Bazylika św. Jana na Lateranie (Rzym)                                                                            | [ 11 ]        |
| Papieska elekcja 1144               | Lucjusz II               | 36               | (Rzym) | [ 11 ]        |
| Papieska elekcja 1145               | Eugeniusz III            | 35               | Kościół San Cesareo in Palatio (Rzym)                                                                            | [ 11 ]        |
| Papieska elekcja 1153               | Anastazy IV              | 30               | (Rzym) | [ 11 ]        |
| Papieska elekcja 1154               | Hadrian IV               | 24               | Stara bazylika św. Piotra na Watykanie (Rzym)                                                                    | [ 13 ]        |
| Papieska elekcja 1159               | Aleksander III           | 30               | Stara bazylika św. Piotra na Watykanie (Rzym)                                                                    | [ 14 ]        |
| Papieska elekcja 1159               | Antypapież Wiktor IV     | 23               | Stara bazylika św. Piotra na Watykanie (Rzym)                                                                    | [ 14 ]        |
| Papieska elekcja 1164               | Antypapież Paschalis III | 11               | (Lukka) | [ 15 ]        |
| Papieska elekcja 1168               | Antypapież Kalikst III   |                  | (Rzym) | [ 16 ]        |
| Papieska elekcja 1181               | Lucjusz III              | 17               | (Rzym) | [ 17 ]        |
| Papieska elekcja 1185               | Urban III                | 18               | (Werona) | [ 17 ]        |
| Papieska elekcja 1187 (październik) | Grzegorz VIII            | 13               | (Ferrara) | [ 18 ]        |
| Papieska elekcja 1187 (grudzień)    | Klemens III              | 9                | (Piza) | [ 19 ]        |
| Papieska elekcja 1191               | Celestyn III             | 27               | (Rzym) | [ 19 ]        |
| Papieska elekcja 1198               | Innocenty III            | 21               | Septizonium (Rzym)                                                                                               | [ 19 ]        |
| Papieska elekcja 1216               | Honoriusz III            | 17               | Palazzo delle Canoniche (Perugia)                                                                                | [ 19 ]        |
| Papieska elekcja 1227               | Grzegorz IX              | 15               | Septizonium (Rzym)                                                                                               | [ 20 ]        |
| Papieska elekcja 1241               | Celestyn IV              | 9                | Septizonium (Rzym)                                                                                               | [ 21 ]        |
| Papieska elekcja 1243               | Innocenty IV             | 9                | (Anagni) | [ 23 ]        |
| Papieska elekcja 1254               | Aleksander IV            | 9                | (Neapol) | [ 24 ]        |
| Papieska elekcja 1261               | Urban IV                 | 8                | Katedra św. Wawrzyńca w Viterbo                                                                                  | [ 24 ]        |
| Papieska elekcja 1264–1265          | Klemens IV               | 21               | Palazzo delle Canoniche (Perugia)                                                                                | [ 25 ]        |
| Papieska elekcja 1268–1271          | Grzegorz X               | 19               | Katedra św. Wawrzyńca w Viterbo Pałac papieski w Viterbo                                                         | [ 26 ]        |
| Konklawe 1276 (styczeń)             | Innocenty V              | 12               | Katedra w Arezzo                                                                                                 | [ 28 ]        |
| Konklawe 1276 (lipiec)              | Hadrian V                | 13               | Bazylika św. Jana na Lateranie (Rzym)                                                                            | [ 30 ] [ 31 ] |
| Papieska elekcja 1276 (wrzesień)    | Jan XXI                  | 10               | Pałac papieski w Viterbo                                                                                         | [ 32 ]        |
| Papieska elekcja 1277               | Mikołaj III              | 7                | Pałac papieski w Viterbo                                                                                         | [ 32 ]        |
| Papieska elekcja 1280–1281          | Marcin IV                | 12               | Pałac papieski w Viterbo                                                                                         | [ 33 ]        |
| Papieska elekcja 1285               | Honoriusz IV             | 15               | Palazzo delle Canoniche (Perugia)                                                                                | [ 34 ]        |
| Papieska elekcja 1287–1288          | Mikołaj IV               | 13               | Pałac Savelli, koło kościoła św. Sabiny w Rzymie                                                                 | [ 35 ]        |
| Papieska elekcja 1292–1294          | Celestyn V               | 11               | Bazylika Matki Bożej Większej (Rzym) Bazylika Santa Maria sopra Minerva (Rzym) Palazzo delle Canoniche (Perugia) | [ 36 ]        |

### Konklawe
| Elekcja/konklawe                     | Wybrany papież           | Miejsce                                                                               | Źr.           |
| ------------------------------------ | ------------------------ | ------------------------------------------------------------------------------------- | ------------- |
| Konklawe 1294                        | Bonifacy VIII            | Castel Nuovo (Neapol)                                                                 | [ 37 ]        |
| Konklawe 1303                        | Benedykt XI              | Bazylika św. Jana na Lateranie (Rzym)                                                 | [ 38 ]        |
| Konklawe 1304–1305                   | Klemens V                | Katedra św. Wawrzyńca w Perugii                                                       | [ 39 ]        |
| Konklawe 1314–1316                   | Jan XXII                 | Katedra Saint-Siffrein w Carpentras Klasztor dominikański w Lyonie                    | [ 40 ]        |
| Konklawe 1334                        | Benedykt XII             | Pałac papieski w Awinionie                                                            | [ 41 ]        |
| Konklawe 1342                        | Klemens VI               | Pałac papieski w Awinionie                                                            | [ 42 ]        |
| Konklawe 1352                        | Innocenty VI             | Pałac papieski w Awinionie                                                            | [ 43 ]        |
| Konklawe 1362                        | Urban V                  | Pałac papieski w Awinionie                                                            | [ 44 ]        |
| Konklawe 1370                        | Grzegorz XI              | Pałac papieski w Awinionie                                                            | [ 45 ]        |
| Konklawe 1378 (kwiecień)             | Urban VI                 | Stara bazylika św. Piotra na Watykanie (Rzym)                                         | [ 46 ]        |
| Konklawe 1378 (wrzesień)             | Antypapież Klemens VII   | (Fondi)                                                                               | [ 46 ]        |
| Konklawe 1389                        | Bonifacy IX              | Pałac Apostolski (Rzym)                                                               | [ 47 ]        |
| Konklawe 1394 (wrzesień)             | Antypapież Benedykt XIII | Pałac papieski w Awinionie                                                            | [ 48 ]        |
| Konklawe 1404                        | Innocenty VII            | (Rzym)                                                                                | [ 49 ]        |
| Konklawe 1406                        | Grzegorz XII             | (Rzym)                                                                                | [ 50 ]        |
| Konklawe 1409                        | Antypapież Aleksander V  | (Piza)                                                                                | [ 51 ]        |
| Konklawe 1410                        | Antypapież Jan XXIII     | Bazylika San Petronio (Bolonia)                                                       | [ 52 ]        |
| Konklawe 1417                        | Marcin V                 | Katedra Najświętszej Maryi Panny w Konstancji                                         | [ 53 ]        |
| Konklawe 1423                        | Antypapież Klemens VIII  | (Peníscola)                                                                           | [ 54 ]        |
| Konklawe 1431                        | Eugeniusz IV             | Bazylika Santa Maria sopra Minerva (Rzym)                                             | [ 55 ] [ 56 ] |
| Konklawe 1439                        | Antypapież Feliks V      | Katedra w Bazylei                                                                     | [ 57 ]        |
| Konklawe 1447                        | Mikołaj V                | Bazylika Santa Maria sopra Minerva (Rzym)                                             | [ 56 ] [ 58 ] |
| Konklawe 1455                        | Kalikst III              | Pałac Apostolski (Rzym)                                                               | [ 56 ] [ 59 ] |
| Konklawe 1458                        | Pius II                  | Pałac Apostolski (Rzym)                                                               | [ 1 ] [ 60 ]  |
| Konklawe 1464                        | Paweł II                 | Pałac Apostolski (Rzym), Capella Parva (głosowanie) i Capella Magna (cele kadrynałów) | [ 56 ] [ 61 ] |
| Konklawe 1471                        | Sykstus IV               | Pałac Apostolski (Rzym)                                                               | [ 62 ]        |
| Konklawe 1484                        | Innocenty VIII           | Pałac Apostolski (Rzym)                                                               | [ 63 ]        |
| Konklawe 1492                        | Aleksander VI            | Pałac Apostolski (Rzym), Kaplica Sykstyńska                                           | [ 64 ]        |
| Konklawe 1503 (wrzesień)             | Pius III                 | Pałac Apostolski (Rzym)                                                               | [ 65 ]        |
| Konklawe 1503 (październik)          | Juliusz II               | Pałac Apostolski (Rzym)                                                               | [ 66 ]        |
| Konklawe 1513                        | Leon X                   | Pałac Apostolski (Rzym), Kaplica Sykstyńska                                           | [ 56 ] [ 67 ] |
| Konklawe 1521–1522                   | Hadrian VI               | Pałac Apostolski (Rzym)                                                               | [ 68 ]        |
| Konklawe 1523                        | Klemens VII              | Pałac Apostolski (Rzym)                                                               | [ 69 ]        |
| Konklawe 1534                        | Paweł III                | Pałac Apostolski (Rzym), Cappella Parva                                               | [ 56 ] [ 70 ] |
| Konklawe 1549–1550                   | Juliusz III              | Pałac Apostolski (Rzym), Kaplica Paolińska                                            | [ 71 ]        |
| Konklawe 1555 (kwiecień)             | Marceli II               | Pałac Apostolski (Rzym)                                                               | [ 72 ]        |
| Konklawe 1555 (maj)                  | Paweł IV                 | Pałac Apostolski (Rzym)                                                               | [ 73 ]        |
| Konklawe 1559                        | Pius IV                  | Pałac Apostolski (Rzym), Kaplica Paolińska                                            | [ 56 ] [ 74 ] |
| Konklawe 1565–1566                   | Pius V                   | Pałac Apostolski (Rzym)                                                               | [ 75 ]        |
| Konklawe 1572                        | Grzegorz XIII            | Pałac Apostolski (Rzym)                                                               | [ 76 ]        |
| Konklawe 1585                        | Sykstus V                | Pałac Apostolski (Rzym)                                                               | [ 77 ]        |
| Konklawe 1590 (wrzesień)             | Urban VII                | Pałac Apostolski (Rzym)                                                               | [ 78 ]        |
| Konklawe 1590 (październik–grudzień) | Grzegorz XIV             | Pałac Apostolski (Rzym)                                                               | [ 79 ]        |
| Konklawe 1591                        | Innocenty IX             | Pałac Apostolski (Rzym)                                                               | [ 80 ]        |
| Konklawe 1592                        | Klemens VIII             | Pałac Apostolski (Rzym)                                                               | [ 81 ]        |
| Konklawe 1605 (marzec)               | Leon XI                  | Pałac Apostolski (Rzym)                                                               | [ 82 ]        |
| Konklawe 1605 (maj)                  | Paweł V                  | Pałac Apostolski (Rzym)                                                               | [ 83 ]        |
| Konklawe 1621                        | Grzegorz XV              | Pałac Apostolski (Rzym)                                                               | [ 84 ]        |
| Konklawe 1623                        | Urban VIII               | Pałac Apostolski (Rzym)                                                               | [ 85 ]        |
| Konklawe 1644                        | Innocenty X              | Pałac Apostolski (Rzym)                                                               | [ 86 ]        |
| Konklawe 1655                        | Aleksander VII           | Pałac Apostolski (Rzym)                                                               | [ 87 ]        |
| Konklawe 1667                        | Klemens IX               | Pałac Apostolski (Rzym)                                                               | [ 88 ]        |
| Konklawe 1669–1670                   | Klemens X                | Pałac Apostolski (Rzym)                                                               | [ 89 ]        |
| Konklawe 1676                        | Innocenty XI             | Pałac Apostolski (Rzym)                                                               | [ 90 ]        |
| Konklawe 1689                        | Aleksander VIII          | Pałac Apostolski (Rzym)                                                               | [ 91 ]        |
| Konklawe 1691                        | Innocenty XII            | Pałac Apostolski (Rzym)                                                               | [ 92 ]        |
| Konklawe 1700                        | Klemens XI               | Pałac Apostolski (Rzym)                                                               | [ 93 ]        |
| Konklawe 1721                        | Innocenty XIII           | Pałac Apostolski (Rzym)                                                               | [ 94 ]        |
| Konklawe 1724                        | Benedykt XIII            | Pałac Apostolski (Rzym)                                                               | [ 95 ]        |
| Konklawe 1730                        | Klemens XII              | Pałac Apostolski (Rzym)                                                               | [ 96 ]        |
| Konklawe 1740                        | Benedykt XIV             | Pałac Apostolski (Rzym)                                                               | [ 97 ]        |
| Konklawe 1758                        | Klemens XIII             | Pałac Apostolski (Rzym)                                                               | [ 98 ]        |
| Konklawe 1769                        | Klemens XIV              | Pałac Apostolski (Rzym)                                                               | [ 99 ]        |
| Konklawe 1774–1775                   | Pius VI                  | Pałac Apostolski (Rzym)                                                               | [ 100 ]       |
| Konklawe 1799–1800                   | Pius VII                 | Klasztor św. Jerzego w Wenecji                                                        | [ 101 ]       |
| Konklawe 1823                        | Leon XII                 | Pałac Kwirynalski (Rzym)                                                              | [ 102 ]       |
| Konklawe 1829                        | Pius VIII                | Pałac Kwirynalski (Rzym)                                                              | [ 103 ]       |
| Konklawe 1830–1831                   | Grzegorz XVI             | Pałac Kwirynalski (Rzym)                                                              | [ 104 ]       |
| Konklawe 1846                        | Pius IX                  | Pałac Kwirynalski (Rzym)                                                              | [ 105 ]       |
| Konklawe 1878                        | Leon XIII                | Pałac Apostolski (Rzym), Kaplica Sykstyńska                                           | [ 106 ]       |
| Konklawe 1903                        | Pius X                   | Pałac Apostolski (Rzym), Kaplica Sykstyńska                                           | [ 107 ]       |
| Konklawe 1914                        | Benedykt XV              | Pałac Apostolski (Rzym), Kaplica Sykstyńska                                           | [ 108 ]       |
| Konklawe 1922                        | Pius XI                  | Pałac Apostolski (Rzym), Kaplica Sykstyńska                                           | [ 109 ]       |
| Konklawe 1939                        | Pius XII                 | Pałac Apostolski (Watykan), Kaplica Sykstyńska                                        | [ 110 ]       |
| Konklawe 1958                        | Jan XXIII                | Pałac Apostolski (Watykan), Kaplica Sykstyńska                                        | [ 111 ]       |
| Konklawe 1963                        | Paweł VI                 | Pałac Apostolski (Watykan), Kaplica Sykstyńska                                        | [ 112 ]       |
| Konklawe 1978 (sierpień)             | Jan Paweł I              | Pałac Apostolski (Watykan), Kaplica Sykstyńska                                        | [ 113 ]       |
| Konklawe 1978 (październik)          | Jan Paweł II             | Pałac Apostolski (Watykan), Kaplica Sykstyńska                                        | [ 114 ]       |
| Konklawe 2005                        | Benedykt XVI             | Pałac Apostolski (Watykan), Kaplica Sykstyńska                                        | [ 115 ]       |
| Konklawe 2013                        | Franciszek               | Pałac Apostolski (Watykan), Kaplica Sykstyńska                                        | [ 116 ]       |
| Konklawe 2025                        | Leon XIV                 | Pałac Apostolski (Watykan), Kaplica Sykstyńska                                        |               |